# Zosterop de Vanikoro
El zosterop de Vanikoro (Zosterops gibbsi) és un ocell de la família dels zosteròpids (Zosteropidae).

## Hàbitat i distribució
Habita els boscos de l'illa de Vanikoro, a les Santa Cruz.